# Класифікація і склад збагачувальних фабрик
Класифікація і склад збагачувальних фабрик
Збагачувальна фабрика — це промислове підприємство, призначене для первинної обробки корисної копалини з метою вилучення з неї одного або декількох товарних продуктів з підвищеним вмістом корисних мінералів або зниженим вмістом шкідливих домішок. Збагачувальні фабрики класифікують залежно від трьох основних ознак: застосованого збагачувального процесу, роду корисної копалини, що переробляється, і продуктивності фабрики.

## Різновиди збагачувальних фабрик
Залежно від застосованого збагачувального процесу збагачувальні фабрики можна розділити на:
- дробильно-сортувальні, призначені для дроблення й грохочення, зокрема будівельних матеріалів і флюсів, а також для сортування вугілля і горючих сланців;
- промивні, які використовуються при збагаченні розсипних руд благородних металів, фосфоритів і руд чорних металів;
- гравітаційні, найчастіше застосовуються при збагаченні руд рідкісних металів, вугілля, марганцевих та олов'яних руд;
- магнітозбагачувальні, застосовуються, головним чином, при переробці магнетитових руд;
- флотаційні, призначені для збагачення руд кольорових і рідкісних металів та неметалічних корисних копалин.
Збагачувальні фабрики з комбінованими процесами збагачення використовуються в практиці переробки багатьох корисних копалин у тих випадках, коли застосування одного методу не дозволяє досягти необхідних техніко-економічних показників або компоненти, що вилучаються, дуже різноманітні за властивостями. Наприклад, на вуглезбагачувальних фабриках крупні класи збагачують гравітаційними процесами, а шлами — флотацією; залізні руди з частково зруйнованою пустою породою збагачують на промивально-гравітаційних фабриках. За видом корисної копалини, що переробляється, розрізняють фабрики для збагачення азбестових, баритових, вольфрамових, графітових, залізних, марганцевих, мідних, молібденових, нікелевих, сірчаних, флюоритових руд, польових шпатів, слюди, вугілля, тальку й інших видів мінеральної сировини.
За продуктивністю збагачувальні фабрики розділяють на:
- фабрики малої продуктивності — до 1500 т/доб,
- фабрики середньої продуктивності — 1500—9000 т/доб,
- фабрики великої продуктивності — 9000—27 000 т/доб,
- фабрики дуже великої продуктивності — понад 27 000 т/доб.
Вуглезбагачувальні фабрики за територіальним розташуванням щодо шахт-постачальників вугілля підрозділяють на:
- індивідуальні (ЗФ), розташовані на території шахти, вугілля якої збагачують;
- групові (ГЗФ), призначені для збагачення вугілля групи шахт і розташовані на території однієї із шахт цієї групи;
- центральні (ЦЗФ), розташовані на окремій території і призначені для збагачення вугілля ряду шахт, які знаходяться на будь-якій відстані від фабрики.

## Склад збагачувальних фабрик
До складу збагачувальних фабрик входять основні виробничі і допоміжні цехи та відділення.
До основних цехів і відділень фабрик, безпосередньо пов'язаних з обробкою корисних копалин, належать:
- відділення прийому сировини, обладнане вагоноперекидачами, ямами або площадками для вивантаження негабаритної сировини і розвантаження ушкоджених вагонів, прийомними бункерами, живильниками і стрічковими конвеєрами;
- цех крупного дроблення, який у своєму складі має дробарки крупного дроблення, грохоти, живильники, транспортні засоби;
- дозувально-акумулюючі бункери — на рудних збагачувальних фабриках входять до складу цеху середнього дроблення, на вуглезбагачувальних — самостійний цех;
- склади сировини — можуть бути відкритими, закритими і напівбункерними залежно від крупності й цінності складованого матеріалу;
- цех середнього і дрібного дроблення, укомплектований дробарками середнього і дрібного дроблення, грохотами, живильниками і стрічковими конвеєрами;
- відділення подрібнення — розташовується в головному корпусі фабрики, до його складу входять розподільні бункери, живильники, млини, класифікатори, гідроциклони, транспортні засоби (конвеєри, насоси);
- відділення збагачення — представлене різними апаратами для концентрації (відсаджувальними і флотаційними машинами, важкосередовищними, гвинтовими або магнітними сепараторами, концентраційними столами та ін.), а також необхідними для нормальної роботи завантажувальними і транспортними засобами;
- відділення зневоднення — залежно від крупності продуктів, що зневоднюються, може включати грохоти, центрифуги, згущувачі, вакуум-фільтри (дискові, барабанні, стрічкові) та фільтр-преси, завантажувальні і транспортні засоби;
- цех сушки, обладнаний сушарками різних конструкцій (барабанними, трубами-сушарками, сушарками киплячого шару), апаратами пиловловлювання і газоочищення;
- склади готової продукції — залежно від крупності, гігроскопічності і цінності концентратів можуть бути відкриті і закриті;
- цех відвантаження готової продукції, представлений різними навантажувальними і вантажопідйомними механізмами. Для особливо цінних продуктів у цеху відвантаження передбачається відділення пакування;
- цех складування відходів — включає до свого складу басейни-сховища, терикони, акумулюючі ємності, конвеєри, насоси, автосамоскиди, залізничні вагони.
До допоміжних виробничих цехів і відділень збагачувальної фабрики входять:
- цех водопостачання, що обслуговує насосні станції, водоводи і мережі;
- цех електропостачання, що обслуговує електропідстанції, розподільні пункти, мережі;
- ремонтний цех — включає ремонтно-механічні майстерні загального і спеціалізованого призначення;
- реагентне відділення, призначене для прийому, зберігання, підготовки і доставки реагентів;
- котельня — забезпечує нормальні умови життєдіяльності цехів і служб фабрики;
- відділ технічного контролю (ВТК) — здійснює оперативний контроль технологічних показників роботи фабрики. Аналіз проб виконується в хімічній лабораторії фабрики;
- науково-дослідна лабораторія, призначена для: попередніх випробовувань збагачуваності окремих різновидів корисних копалин, що переробляються на фабриці; досліджень операцій і вузлів технологічної схеми для встановлення оптимальних (раціональних) режимів переробки; дослідження нових реагентних режимів;
- склади запчастин, матеріалів і палива, призначені для забезпечення безперебійної роботи фабрики;
- керівництво фабрики — здійснює технічне керування фабрикою і контроль за дотриманням виробничих нормативів (спільно з адміністративно-господарською службою).
Деякі цехи і служби на окремій збагачувальній фабриці можуть бути відсутні. Наприклад, на вуглезбагачувальних фабриках немає цехів дроблення і подрібнення; на фабриках, що входять до складу заводів, відпадає потреба в багатьох допоміжних цехах; не витримується структура і на фабриках малої продуктивності, де все обладнання розміщується в одному корпусі.